# Richmond Valley Council
Richmond Valley Council är en kommun i Australien. Den ligger i delstaten New South Wales, i den sydöstra delen av landet, omkring 570 kilometer norr om delstatshuvudstaden Sydney. Antalet invånare var 22 807 vid folkräkningen 2016.
Följande samhällen finns i Richmond Valley:
- Casino
- Evans Head
- Fairy Hill
- Rileys Hill
- Gibberagee
- Rappville